# Safia Farhat
Safia Farhat (صفية فرحات) z domu Foudhaili (ur. 1924 w Radis, zm. 7 lutego 2004) – tunezyjska artystka, nauczycielka akademicka i działaczka na rzecz praw kobiet, pionierka sztuk wizualnych w Tunezji. Jest ceniona za wprowadzenie w swoim kraju nowoczesnej tapiserii, a także ze swojego wkładu w dziedzinach projektowania, malarstwa, ceramiki, tapicerki i sztuki dekoracyjnej, przy wykorzystywaniu różnych materiałów, takich jak stemple, ceramika, witraże i tapiserie. Farhat założyła także pierwszy arabsko-afrykański magazyn feministyczny „Faiza”.

## Życiorys
Urodzona w Radis w 1924 r., kształciła się we Francji i Tunezji, w tym w Instytucie Sztuk Pięknych w Tunisie.
W Tunezji została zapamiętana jako twórczyni nowoczesnej tapiserii. Odegrała kluczową rolę w tworzeniu współpracy między artystami i rzemieślnikami z państwowego przemysłu rzemieślniczego w okresie socjalizmu tunezyjskiego. Jej rola jako pierwszej kobiety i pierwszej tunezyjskiej dyrektor postkolonialnej Szkoły Sztuk Pięknych w Tunisie pomogła zmienić kolonialną, zdominowaną przez mężczyzn kulturę szkoły na taką, która przyjęła i stworzyła pokolenie artystek i nauczycielek.
W 1949 r. uczestniczyła w ruchu artystycznym École de Tunis (szkoła w Tunisie), jako jedyna kobieta związana z grupą. W 1959 roku założyła magazyn „Faiza”, pierwszy tunezyjski magazyn kobiecy po odzyskaniu przez kraj niepodległości. Przyczyniła się do reformy i przeglądu nauczania sztuki i była pierwszą tunezyjską dyrektorką Szkoły Sztuk Pięknych w Tunisie, w której uczyła pod koniec lat pięćdziesiątych. Pełniła funkcję dyrektora Instytutu Sztuk Pięknych w Tunisie od 1966 r., kierując jego nową Szkołą Architektury.
Zaprojektowała tunezyjskie znaczki pocztowe. W 1980 roku wydano dwa – z Koronką Czebkowską i metaloplastyką. Farhat była odpowiedzialna za jeden z nich.
Przyczyniła się do powstania Tunezyjskiego Stowarzyszenia Demokratycznych Kobiet i była aktywistką w obronie praw kobiet. Była również związana z Association des peintres et amateurs de'art en Tunisie (jako prezeska); Zin (jako współzałożycielka, asystentka dekoracji) i Centre des Arts Vivants w Rades (jako założycielka od 1981, wraz z mężem, Ammarem Farhat), które przekazali później państwu tunezyjskiemu. Farhat tworzyła dzieła sztuki w różnych formach, w tym barwione szkło, rysunki, obrazy, płaskorzeźby, freski, a zwłaszcza dekoracyjne tapiserie. Zmarła w 2004 roku.